# Yalitza Aparicio
Yalitza Aparicio Martinez (Oaxaca, 11 de dezembro de 1993) é uma atriz e professora mexicana. Ganhou destaque após atuar em Roma, de Alfonso Cuarón, que lhe rendeu aclamação da crítica e uma indicação ao Oscar de Melhor Atriz.

## Biografia
Aparicio nasceu em 11 de dezembro de 1993, em Tlaxiaco, Oaxaca, no México. Seus pais têm origem indígena; seu pai é mixteca e sua mãe é trique. Aparicio fala espanhol, língua mixteca e foi criada por uma mãe solteira que trabalhava como empregada doméstica; possui bacharelado em educação infantil. Apesar de não ter formação em teatro, atuou como protagonista em Roma, de Alfonso Cuarón, e foi indicada ao Oscar de Melhor Atriz em 2019, se tornando a primeira mulher indígena a ser indicada nesta categoria.

## Filmografia

### Filmes
- Roma (2018) - Cleodegaria "Cleo" Gutiérrez
- Hijas de Brujas (curta; 2021) – Clara
- Presencias (2022) – Paulina
- The Great Seduction (2023) – Ana

### Televisão
- Mujeres asesinas (2022) - Rocío "La Insomne"
- Los Espookys (2022) - The Moon
- Midnight Family (2024) -Nayeli

## Reconhecimento
É uma das 100 Mulheres da lista da BBC de 2019.

## Prêmios e indicações
| Ano  | Prêmio                             | Categoria                     | Trabalho | Resultado | Ref.   |
| ---- | ---------------------------------- | ----------------------------- | -------- | --------- | ------ |
| 2018 | Chicago Film Critics Association   | Melhor Atriz                  | Roma     | Indicado  | [ 11 ] |
| 2018 | Chicago Film Critics Association   | Melhor Performance Promissora | Roma     | Indicado  | [ 11 ] |
| 2018 | Gotham Independent Film Awards     | Melhor Atriz em Ascensão      | Roma     | Indicado  | [ 12 ] |
| 2018 | Hollywood Film Awards              | New Hollywood Award           | Roma     | Venceu    |        |
| 2019 | Óscar                              | Melhor Atriz                  | Roma     | Indicado  | [ 13 ] |
| 2019 | Alliance of Women Film Journalists | Melhor Atriz                  | Roma     | Indicado  | [ 14 ] |
| 2019 | Alliance of Women Film Journalists | Melhor Revelação              | Roma     | Indicado  | [ 14 ] |
| 2019 | Austin Film Critics Association    | Revelação                     | Roma     | Indicado  | [ 15 ] |
| 2019 | Critics' Choice Awards             | Melhor Atriz                  | Roma     | Indicado  | [ 16 ] |
| 2019 | Georgia Film Critics Association   | Melhor Atriz                  | Roma     | Indicado  | [ 17 ] |
| 2019 | Georgia Film Critics Association   | Revelação                     | Roma     | Indicado  | [ 17 ] |
| 2019 | Satellite Awards                   | Melhor Atriz em Drama         | Roma     | Indicado  | [ 18 ] |